# Sorocephalus
Sorocephalus R. Br. – rodzaj roślin z rodziny srebrnikowatych (Proteaceae). Obejmuje co najmniej 11 gatunków występujących endemicznie w Republice Południowej Afryki.

## Systematyka
Pozycja i podział rodziny według Angiosperm Phylogeny Website (aktualizowany system APG III z 2009)
Rodzaj z rodziny srebrnikowatych stanowiącej grupę siostrzaną dla platanowatych, wraz z którymi wchodzą w skład rzędu srebrnikowców, stanowiącego jedną ze starszych linii rozwojowych dwuliściennych właściwych. W obrębie rodziny rodzaj stanowi klad bazalny w plemieniu Leucadendreae P.H. Weston & N.P. Barker, 2006. Plemię to klasyfikowane jest do podrodziny Proteoideae Eaton, 1836.
Wykaz gatunków
| - Sorocephalus alopecurus Rourke - Sorocephalus capitatus Rourke - Sorocephalus claviger (Knight) Hutch. - Sorocephalus crassifolius Hutch. - Sorocephalus imbricatus (Thunb.) R. Br. - Sorocephalus lanatus R. Br. | - Sorocephalus palustris Rourke - Sorocephalus pinifolius Rourke - Sorocephalus scabridus Meisn. - Sorocephalus tenuifolius (Knight) R.Br. - Sorocephalus teretifolius Philllips |